# Селин, Патрик
Па́трик Сели́н (швед. Patrick Cehlin; 27 июля 1991, Стокгольм, Швеция) — шведский хоккеист, нападающий. Играл за сборную Швеции.

## Биография
Первым профессиональным клубом Патрика Селина на хоккейном поприще был столичный «Юргорден». В сезоне 2007/08 Селин стал чемпионом молодёжного чемпионата Швеции по хоккею с шайбой. В высшей шведской лиге среди взрослых команд дебютировал 26 декабря 2008 года в матче против клуба «Рёгле». Первый гол забил 8 октября 2009 года в ворота «Лулео». На драфте НХЛ 2010 года был выбран командой «Нэшвилл Предаторз». 5 июня 2012 года подписал трёхлетний контракт новичка с клубом. Выступал в американской хоккейной лиге за «Милуоки Эдмиралс». 12 октября 2012 года сыграл первый матч, забросив две шайбы в ворота «Гранд-Рапидс Гриффинс». 19 мая 2015 года, проведя конец предыдущего сезона в аренде в «Лександе», Патрик подписал контракт с «Рёгле» сроком на 2 года. В 2016 году впервые сыграл на чемпионате мира по хоккею с шайбой за национальную команду Швеции.
Завершил карьеру после сезона 2017/18.